# NAMCO
NAMCO (National Motor Company) – grecki producent samochodów osobowych i samochodów ciężarowych, z siedzibą w Salonikach.
Wielkość produkcji w 2003 roku wyniosła ponad 6800 pojazdów. Przedsiębiorstwo zostało założone w 1973 roku.
W latach 70. podjęto produkcję ciężarówek NAMCO Milicar, które posiadały kabiny z polskiego Stara.

## Przypisy

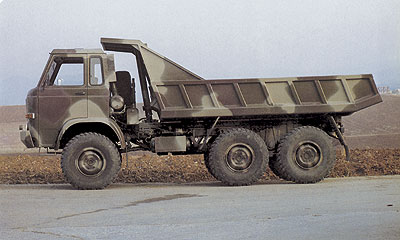
NAMCO Milicar